# وایکینگ‌های گمشده
وایکینگ‌های گمشده (به انگلیسی: The Lost Vikings)یک مجموعه از بازی کامپیوتری است که توسط شرکت سیلیکون و سیناپس (که بعدها به نام بلیزارد تغییر اسم داد) نوشته شده بود. اولین نسخه این بازی در سال ۱۹۹۲ به بازار عرضه شد که تحت سیستم‌عامل داس و همچنین روی کامپیوترهای آمیگا، سگا و غیره قابل اجرا بود. قسمت دوم این بازی در سال ۱۹۹۷ منتشر شد. این بازی یکی از بازی‌های کلاسیک سبک حل معما در دنیای کامپیوتر به حساب می‌آید.
موسیقی این بازی توسط گلن استافورد و چارلز دینن ساخته شده بود.
این بازی توسط سه کاراکتر مستقل انجام می‌شد که توانایی‌های مختلفی داشتند و بازیکن در هر لحظه می‌توانست تنها یکی از آن‌ها را کنترل کند. وظیفه اصلی بازیکن این بود که با قرار دادن شخصیت‌ها در مکان‌هایی امن و استفاده یک به یک از آن‌ها متناسب با توانایی‌هایشان، بر دشمنان غلبه کرده و راه حل‌هایی برای جلو رفتن در بازی کشف کند.

## داستان
در بازی سه شخصیت وایکینگ (اریک، بالئوگ و اولاف) توسط پادشاه امپراتوری فضایی توماتور ربوده شده و به یک باغ‌وحش کیهانی برده شده‌اند. حالا آن‌ها فرار کرده‌اند و در سفینه تلاش می‌کنند به دنبال راه بازگشت بگردند.
- اریک می‌تواند بسیار سریع بدود و توانایی جهش‌دارد و حتی می‌تواند با استفاده از کلاه‌خودش، دیوارها و گاهی دشمنان را از بین ببرد.
- بالئوگ می‌تواند دشمنان را با شمشیر بکشد و اگر دور باشد، می‌تواند از تیر و کمان استفاده کند. او همچنین می‌تواند با استفاده از تیر و کمان، کلیدها را از راه دور هدف قرار بدهد.
- اولاف سپری دارد که توانایی مسدود کردن مسیر دشمنان را داراست و اگر هم لازم بشود می‌تواند از آن مانند یک چتر نجات برای فرود آرام استفاده کند. همچنین در صورت لزوم، اریک می‌توانند روی سپری که اولاف روی سرش گرفته بپرد و از این طریق، به ارتفاع‌های بیشتری دسترسی پیدا کند.